# マロロス憲法

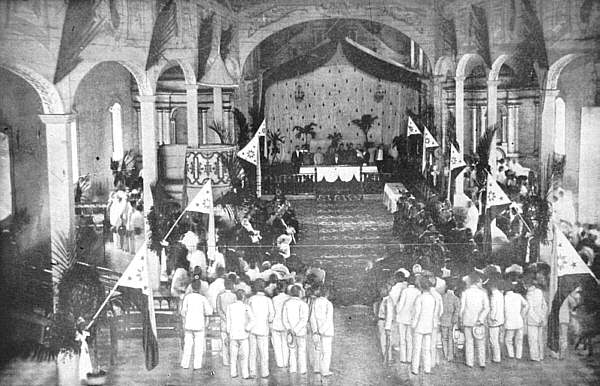
1898年のマロロス憲法

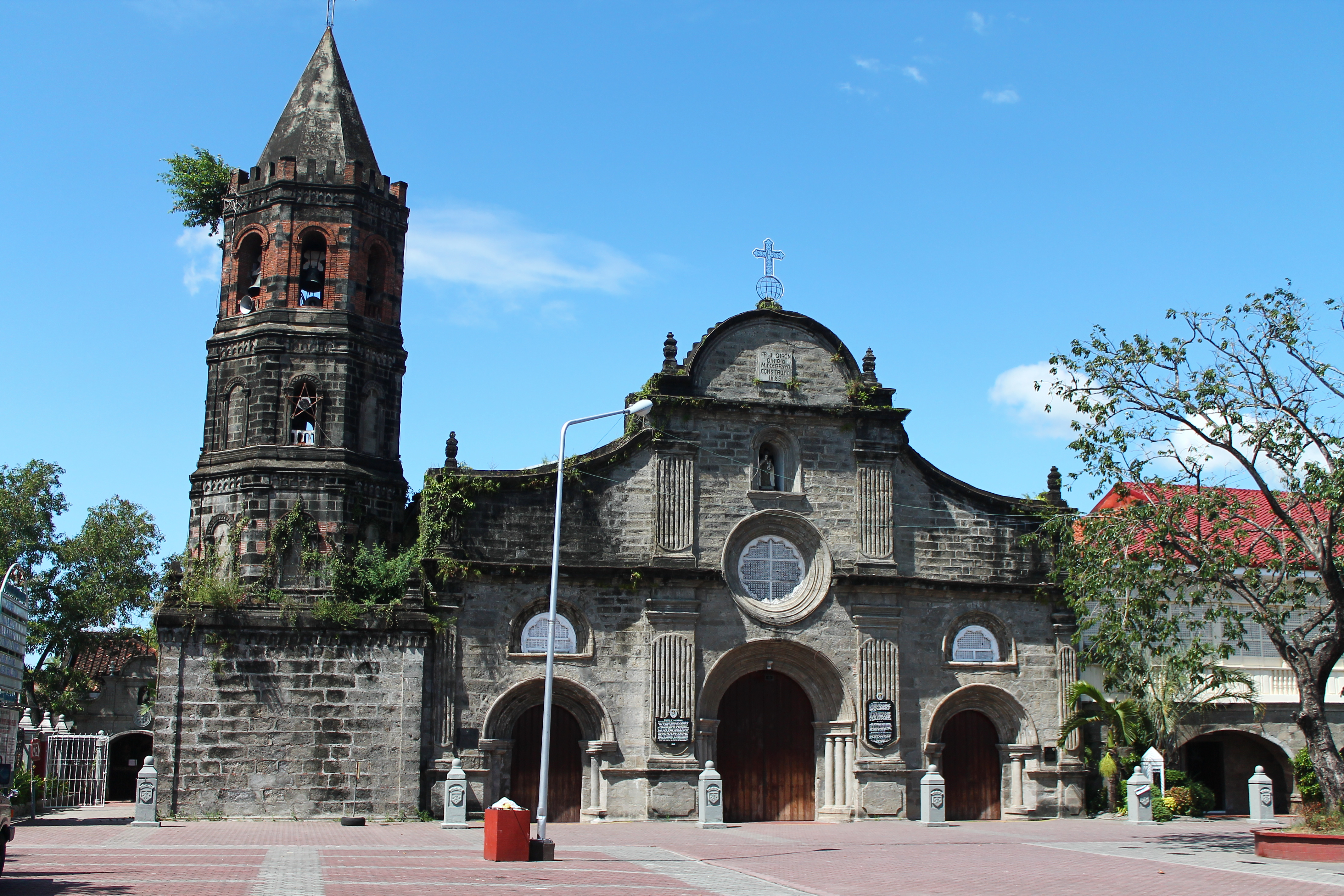
憲法が承認された教会

非公式にマロロス憲法として知られる1899年の政治憲法（スペイン語: Constitución Política de 1899）はフィリピン第一共和国の憲法であった。アポリナリオ・マビニとペドロ・パテルノによるマロロス議会への対となる提案に対する二者択一の手段としてフェリペ・カルデローン・イ・ロカとフェリペ・ブエンカミノが書いた。1898年後半の長い討論の後で1899年1月21日に公布された。
憲法は素早い決定を行うことを阻止する行政長官による管理されない行動の自由に制限を加えた。しかしスペインからのフィリピンの独立のための戦いの最中に作られたために第99条は戦時中は行政長官に阻止されない行動の自由を認めた。管理されない行政府は独立宣言から間もなく勃発した米比戦争を通じて続いた。

## 歴史

### 背景
300年を超えるスペインの支配が終わると、フィリピンはヌエバ・エスパーニャ副王領から統治される小規模な海外植民地から都市の近代的な要素のある土地に発展した。19世紀のスペイン語を話す中間層は一部はスペインやヨーロッパの他の場所で学んだ自由主義などの近代ヨーロッパの思想に益々触れた。
1890年代にスペインからのフィリピン独立達成に捧げる秘密組織カティプナン（KKK）が結成され、アンドレス・ボニファシオに率いられた。KKKがスペイン当局に見つかると、ボニファシオは1896年にフィリピン独立革命を始めるプガド・ラウィンの叫びを発表した。革命軍はバクナバト共和国と呼ばれる実働政権を結成する段階に入った。1897年、テヘロス会議が招集され、バクナバト憲法が起草され公布された。イサベロ・アルタチョとフェーリクス・フェレルにより起草され、第一次キューバ憲法を基にした。スペインとフィリピン革命軍の間で数回戦闘があった後でバクナバト条約と呼ばれる停戦が1897年に署名された。（指導者としてボニファシオと交代していた）エミリオ・アギナルドなどの革命指導者はスペインからの支払いを受け入れ香港に亡命した。

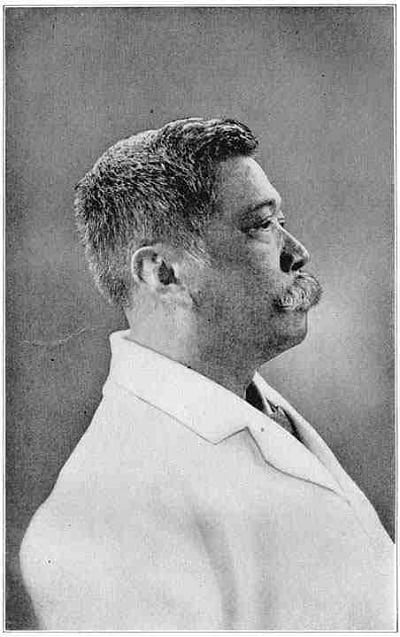
弁護士にして革命指導者フェリペ・ブエンカミノはマロロス憲法を書いた一人であった。

米西戦争が1898年4月25日に勃発すると、乗艦するアメリカ合衆国准将ジョージ・デューイはアメリカ海軍のアジア艦隊を率いて香港からマニラ湾に航海した。1898年5月1日、アメリカ軍はマニラ湾海戦でスペインを破った。その後アメリカ海軍はアギナルドをフィリピンに連れ帰った。
アギナルドは新たに再編されたフィリピン革命軍を支配し、アメリカ軍が海上からマニラを封鎖する一方で急速に陸上からマニラを包囲した。6月12日、アギナルドはフィリピン独立宣言を行い、続いてフィリピン第一共和国を形作る法令が数件公布された。新たな立法機関マロロス議会のために選挙が1898年6月23日から9月10日まで行われた。

### 基本法の起草
マロロス議会が1898年9月15日に招集されると、共和国の憲法を起草する委員会が選出された。委員はイポーリト・マグサリン、バシリオ・テオドロ、ホセー・アルベルト、ホアキーン・ゴンサーレス、グレゴリオ・アラネタ、パブロ・オカンポ、アゲド・バラルデ、イヒニオ・ベニテス、トマース・デル・ロサリオ、ホセー・アレハンドリノ、アルベルト・バレト、ホセー・マ・デ・ラ・ビニャ、ホセー・ルナ、アントニオ・ルナ、マリアノ・アベリャ、フアン・マンダイ、フェリペ・カルデローン、アルセニオ・クルス、フェリペ・ブエンカミノであった。皆裕福で教養があった。

## 承認
| 選択                                                            | 投票 | %   |
| --------------------------------------------------------------- | ---- | --- |
| 賛成                                                            | 98   | 100 |
| 反対                                                            | 0    | 0   |
| 無効票／白票                                                    |      | –   |
| 総数                                                            | 98   | 100 |
| 出典：フィリピン第一共和国の法律（マロロスの法律）1898年-1899年 |      |     |

## 公文書
1899年の政治憲法は当時フィリピンの公用語であったスペイン語で書かれている。8条の一時的な条項と追加の番号のない1条を伴う14章に分かれた101条から成っている。

### 影響
同時代の多くのラテンアメリカの憲章が同様に継承する憲法の形式はスペイン1812年憲法にならって作られている。カルデローン自身は自分の日記に1793年憲法を使うのに加えてベルギーやメキシコ、ブラジル、ニカラグア、コスタリカ、グアテマラの憲章もこの国々がフィリピン諸島と同じような社会・政治・民族・統治条件を共有しているために研究されたと記している。

### 憲法上の思想

#### 人民の主権の反転
人民の主権の反転の原則はスペイン帝国の植民地当局の正当性に挑戦し、イスパノアメリカ独立戦争とフィリピン独立革命の基礎となる法的な原則であった。この原則は実際の主権を維持する一方で人民が公務員に統治機能を委任することによって現在世界中の殆どの憲法制度で表現されている国民主権の概念に対する前段階であった。
国家主権に関する国民主権に先立つこの概念はフランスの政治文書1793年の人間と市民の権利の宣言（フランス語：Déclaration des droits de l'Homme et du citoyen de 1793）に由来し、マロロス憲法第4条に対する思想的基礎を為し、アメリカ独立宣言とアメリカ合衆国憲法を投影している。

#### スペインの伝統における自由権
第4章の27か条はフィリピン人の自然法と国民主権を詳しく述べている。この一覧は広範囲で自由権や消極的自由のみならず自己負罪拒否特権に対する擁護や刑事手続の制限も含んでいる。憲法において被告人の権利は多くが1898年6月12日のフィリピン独立宣言に明確に述べられている数々の警察による侵害の例に直接対応して含まれている。何が本質的な行政行為かを憲法で定義するこの概念はマロロス憲法独自のものではない。事実フィリピン憲法で定義する権利は、実際自由主義を公共の自覚にしカルロス・マリーア・デ・ラ・トレ総督やホセー・ブルゴス教区司祭、後にはガリカノ・アパシブレ・イ・カスティリョやグラシアノ・ローペス・イ・ハエナ、マルセロ・ヒラリオ・デル・ピラール、ホセ・リサールを含む国民的英雄の世代を刺激した自由主義的1869年スペイン憲法に記されているスペイン市民の公民権の例示である。カルデローンは日記で憲法草案は「イングランド人がクラレンドン巡回裁判とマグナ・カルタ（デュー・プロセス・オブ・ロー）で享受した全ての自由（恣意的な逮捕の終焉、職業人による独立した司法制度）」を正式に述べてあることを表したと述べている。
マロロス憲法第3章第5条によると、「教会と国家の分離と同様に国家はあらゆる信仰の自由と平等を承認する。」

#### 政府の形態
第2章第4条によると共和国政府は大衆的で国民を代表し型にはまらず責任あるものであり、三権即ち立法、行政、司法を行使する。この三権の二つ以上が一人や一つの団体にまとまることがあってはならず、立法権は一人の個人に与えられてはならない。共和国政府は行政が直接立法に責任のある議会主義の非常に重要な側面である責任政府である。この点は更に第5章第50条と第7章第56条で強調されている。
第5章第50条は国会（共和国の一院制立法府）は譴責権があり各議員は調査権がある。調査権は議員に行政府に対して直接審問することを保障した権利である。言い換えれば行政府に属する者に割り振られた質問時間がある。一方で第7章第56条が行政権がフィリピンの首相が主導する内閣に召集される閣僚を通じて遂行する共和国大統領にあると述べている。憲法は第9章第75条でも閣僚は連帯して政府の一般方針や個々に殆どの議院内閣制のように個人の活動に対して責任を負うと述べた。
この憲法で使われる議会の用語は多くの通常のアングロサクソンの称号とは違っている。議会（Parliament）や内閣（Cabinet）、内閣総理大臣（Prime Minister）、大臣（Minister）、議員（Member of Parliament（またはMP））のような用語は、それぞれAssembly、Council of Government、President of the Council of Government、Secretary、Representativeに置き換えられている。

#### 常任委員会
常任委員会は国会が休会中に決定をするために設置される。国会は委員会が最初の会議で委員長や書紀を選ぶ義務と共に常任委員会を構成する議員の内7人を選ぶ権限が与えられる。委員会の権限は下記の通りである。
1.この憲法に規定する案件において共和国大統領、国会議員、閣僚、最高裁判所長官及び法務局長に対して法的な行動をとる十分な理由があるか宣言する。
2.弾劾裁判所を設置しなければならない場合に臨時議会を招集する。
3.議員が考慮するために採決をしていないままの議案に関して行動する。
4.案件が急を要する時に臨時議会を招集する。
5.法律に基づく行動を始めたり議決する権限を除いて憲法に基づく権限の行使をする際に国会を代用する。この憲法に基づいて議長を務める人から招集された際は会議が行われることになる。

### 最終的な変更と公布
マロロス憲法は1898年10月25日から11月29日までカルデローンの仕事として条文毎に憲法草案を議論していた。この議論が終わるまでに国会は宗教に関する問題を除いて一般的な合意に達していた。信教の自由を保障する条文を加える修正は11月28日に1回の投票で議決した。
マビニは依然憲法草案に反対し続けていた。政府のこの案では戦争の時に機能しないと主張した。アギナルドの主任顧問官としてこの反対は重要であった。1月21日、アギナルドは法案修正を要請するメッセージを国会に送った。これに続いて「国家が独立に向けて戦う可能性のある間は」法令により裁決する権限をアギナルドに与える規定が基本的に加えられた。修正案通りに憲法草案は1899年1月20日に国会で承認され、1月21日に公布された。

## 翻訳
原文はフィリピンの最初の公用語になるスペイン語で書かれ、多くの翻訳が出版された。

## 遺産
フィリピン第一共和国は国家の承認を得られることはなく、マロロス憲法はフィリピン全土で完全には施行されなかった。
スペインが米西戦争で敗れると、1898年のパリ条約でアメリカ合衆国は他の数個の領土と共にスペインからフィリピンを獲得した。1899年2月4日、米比戦争が1899年のマニラ戦と共に始まった。1901年3月23日、アギナルドが捕らえられた。4月19日、武器を置き戦闘を止めるよう支持者に告げるアメリカ合衆国宛の正式な降伏書面を発表した。ミゲル・マルバル将軍はフィリピン政府あるいはその残りの主導権を握った。マルバルは1902年4月13日に病気の妻や子供や将校の何人かと共に降伏した。
1902年のフィリピン基本法と共に始まり、アメリカ合衆国議会は植民地の島国政府向けの憲法のように動くアメリカの憲法で規定された伝統における数々の所謂基本法を可決した。やがて1934年のフィリピン独立法が現在の1987年憲法などのフィリピン・コモンウェルスの1935年憲法や続く憲章につながりながら可決された。一連の法律はしばしばアメリカ合衆国憲法などの出典から直接文言を引き出しながらアメリカの憲法上の伝統の中で書かれアメリカの憲法上の原則に基づいていた。スペインの立憲主義に基づくマロロス憲法はアメリカの立憲主義に基づく続くフィリピンの憲法に対する影響を抑えていた。
Samahang Pangkasaysayan ng Bulacan（ブラカン州の歴史的な団体、SAMPAKA）の嘗ての会長イサガニ・ヒロンはマロロス憲法を「フィリピンの今までで最高の憲法」と表現した。
マロロス憲法の原本は現在代議員のあるバタサンパンバサ合同庁舎の歴史的公文書館に保管されている。原本は一般に公開されていない。

## 参照
1. ↑  Kalaw 1927, p. 132
2. ↑  Tucker 2009, pp. 364-365
3. ↑    (英語) Constitution of the Philippines (1899), ウィキソースより閲覧。
4. ↑  Tucker 2009, p. 365
5. ↑  Kalaw 1927, p. 126
6. ↑  Calderón, Felipe (1907). Mis memorias sobre la revolución filipina: Segunda etapa, (1898 á 1901).. Manila: Imp. de El Renacimiento. pp. 234, 235; appendix, pp. 5–10
7. 1 2  Dolan, Ronald E. (1983). Philippines, a country study (4th ed.). Washington, D.C.: Federal Research Division, Library of Congress. ISBN 0844407488
8. ↑  Malcolm, George (March 1921). “The Malolos Constitution”. Political Science Quarterly 36 (1):  91–103. doi:10.2307/2142663. JSTOR 2142663.
9. ↑  Calderón, Felipe (1907). Mis memorias sobre la revolución filipina: Segunda etapa, (1898 á 1901). Manila: Imp. de El Renacimiento. p. Appendix I, p. 17
10. ↑  Nuevas perspectivas en la Historia de la Revolución de Mayo Archived May 26, 2010, at the Wayback Machine. (スペイン語)
11. ↑  NHI 2010, p. 18.
12. ↑  NHI 2010, p. 19.
13. ↑  NHI 2010, p. 20.
14. ↑  Kalaw 1927, pp. 131-132.
15. ↑  出版された翻訳に以下のものがある。

^ Kalaw, Maximo Manguiat (2007), The Present Government of the Philippines, Oriental commercial, ISBN 978-1-4067-4636-5 (Note: 1. The book cover incorrectly names the author as "Maximo M Lalaw", 2. Originally published in 1921 by The McCullough Printing Co., Manila)

^ Rodriguez, Rufus Bautista (1997), “The 1899 'Malolos' Constitution”, Constitutionalism in the Philippines: With Complete Texts of the 1987 Constitution and Other Previous Organic Acts and Constitutions, Rex Bookstore, Inc., ISBN 978-971-23-2193-1, ISBN 971-23-2193-2, ISBN 978-971-23-2193-1.

^  The Malolos Constitution, Chanrobles Law Library, (January 20, 1899) 2007年12月21日閲覧。.
16. ↑  Foreman, J, 1906, The Philippine Islands, A Political, Geographical, Ethnographical, Social and Commercial History of the Philippine Archipelago, New York: Charles Scribner's Sons pp. 507–509
17. ↑   Aguinaldo's Proclamation of Formal Surrender to the United States, y Filipino.biz.ph – Philippine Culture, (April 19, 1901) 2009年12月5日閲覧。
18. ↑  Cruz, Maricel V. "Lawmaker: History wrong on Gen. Malvar." Manila Times, January 2, 2008 (archived on December 11, 2008)
19. ↑  Tucker 2009, pp. 477–478
20. ↑  Balabo, Dino (2006年12月10日). “Historians: Malolos Congress produced best RP Constitution”. Philippine Star 2013年8月12日閲覧。

- Kalaw, Maximo Manguiat (1927). The Development of Philippine Politics. Oriental commercial
- Tucker, Spencer (2009). The encyclopedia of the Spanish–American and Philippine–American wars: a political, social, and military history. ABC-CLIO. ISBN 978-1-85109-951-1
- The Malolos Congress. National Historical Institute. (2010)